# Aģe
Aģe – rzeka na Łotwie o długości 43 km lub 39 km. Przepływa przez gminy Krimulda, Limbaži oraz Saulkrasti. Uchodzi do Zatoki Ryskiej w pobliżu miejscowości Zvejniekciems.
Dopływami Aģe są: Tora, Igate oraz Mazupīte.